# Liste der Kulturdenkmäler in Diethardt
In der Liste der Kulturdenkmäler in Diethardt sind alle Kulturdenkmäler der rheinland-pfälzischen Ortsgemeinde Diethardt einschließlich des Ortsteils Münchenroth aufgeführt. Grundlage ist die Denkmalliste des Landes Rheinland-Pfalz (Stand: 8. Dezember 2023).

## Einzeldenkmäler
| Bezeichnung              | Lage                                          | Baujahr                    | Beschreibung | Bild            |
| ------------------------ | --------------------------------------------- | -------------------------- | --- | --------------- |
| Wohnhaus                 | Diethardt, Hauptstraße 7 Lage                 | 17. oder 18. Jahrhundert   | Fachwerkhaus, verputzt, wohl aus dem 17. oder 18. Jahrhundert | BW              |
| Wohnhaus                 | Diethardt, Hauptstraße 9/10 Lage              | 18. Jahrhundert            | Fachwerkhaus, teilweise verputzt, 18. Jahrhundert | BW              |
| Zehntscheune             | Diethardt, Hofstraße, bei Nr. 8 Lage          | 18. Jahrhundert            | stattlicher Fachwerkbau, 18. Jahrhundert, massive Stalleinbauten | BW              |
| Pfarrhof                 | Diethardt, Kirchberg 1 Lage                   | Mitte des 18. Jahrhunderts | ehemaliger Pfarrhof; barocker Halbwalmdachbau von fünf zu vier Achsen, wohl aus der Mitte des 18. Jahrhunderts; Gesamtanlage mit eingeschossigem Stall sowie Fachwerkscheune | BW              |
| Evangelische Pfarrkirche | Diethardt, Kirchberg 2 Lage                   | 1738                       | dreiachsiger Saalbau mit Mansarddach und sechseckigem laternenbekrönten Dachreiter, 1738; Bauinschrift am Eingang, stuckierte Tonnendecke; bauzeitliche Ausstattung mit unter anderem von zwei geschmiedeten Haltern getragenem Orgelkanzelaltar und doppelter Westempore; eindrucksvolle Lage auf schmalen Felsvorsprung | Fotos hochladen |
| Wohnhaus                 | Münchenroth, Im Wiesengrund 3/4 Lage          | 1747                       | Fachwerkhaus, teilweise verschiefert, wohl von 1747; Fachwerkscheune aus dem 18. Jahrhundert, im 19. Jahrhundert erhöht | BW              |
| Läutehaus                | Münchenroth, Ortsstraße, gegenüber Nr. 4 Lage | 18. Jahrhundert            | eingeschossiger Fachwerkbau, verputzt und verschiefert, wohl aus dem 18. Jahrhundert | BW              |